# Cantafabule remix
Cantafabule remix sau Cantafabule '98 sunt denumiri convenționale ce reprezintă varianta remixată și adăugită a albumului Cantafabule (1975) al formației Phoenix, care a fost prezentată în anul 1998, într-un turneu ce a cuprins șase mari orașe din România. Pe lângă vechile melodii și teme, în noua versiune apar totodată și piese care aparțineau, conceptual, de opera Cei ce ne-au dat nume (1972), precum și noi interludii. Materialul a fost înregistrat în studiourile din Germania ale lui Josef Kappl, producătorii fiind acesta și Nicolae Covaci, liderul formației. Vocile au fost imprimate în România, în final fiind folosite și fragmente ale înregistrărilor din 1975 și 1990, precum și fragmente de pe antologii de folclor românesc. Materialul nu a fost încă lansat pe piață, proiectul inițial prevăzând reducerea întregii opere de la 90 de minute la 74, atât cât cuprinde un CD obișnuit. Acest lucru a fost cauzat, în bună parte, de faptul că producătorii nu considerau rentabilă realizarea unui dublu CD.
Concertele de promovare a noului material au fost susținute în șase mari orașe ale țării (București, Cluj-Napoca, Brașov, Iași etc.), spectacolele beneficiind de costume speciale, balet și proiecții de film. Filmele au fost realizate de către poetul și regizorul Andrei Ujică. Din cauză că Mircea Baniciu nu a putut veni în turneu, a fost adoptată o soluție de compromis, membrii formației cântând peste banda cu înregistrarea de studio.

## Piese
1. A oilor. Semnal din bucium. Bocet
2. Cocoșii negri
3. Invocație
4. Păpăruga
5. Scara scarabeului
6. Delfinul, dulce dulful nostru
7. Uciderea balaurului
8. Știma casei
9. Pasărea calandrinon
10. Preludiu (bucată medievală)
11. Norocul inorogului
12. Filip și cerbul
13. Vasiliscul și Aspida
14. Sirena
15. Pasărea Roc...k and Roll
16. Cânticlu al Cole
17. Cânticlu a cucuveauăliei
18. Bocet la fiică
19. Zoomahia
20. Interludiu
21. Phoenix

Muzică: Nicolae Covaci (3, 5, 6, 8, 11, 17, 19, 21); Josef Kappl (3, 7, 9, 12, 13, 14, 15, 19); Mircea Baniciu (3); Günther Reininger (19); prelucrări folclorice de Nicolae Covaci și Josef Kappl (1, 2, 10, 16, 18, 20) și de Nicolae Covaci (4)

Versuri: Șerban Foarță și Andrei Ujică (3, 5-9, 11-15, 17, 19, 21); texte populare (2, 4)

## Componența formației
- Nicu Covaci – chitare electrice și acustice, voce, blockflöte
- Josef Kappl – chitară bas, voce
- Mircea Baniciu – solist vocal, chitară acompaniament
- Mani Neumann – vioară, blockflöte
- Ovidiu Lipan – baterie, percuție
- Dzidek Marcinkiewicz – pian, sintetizator
- Viorel Năstase – voce